# Yutaka Azuma
Yutaka Azuma (東 泰 Azuma Yutaka?), född 21 september 1967 i Tokushima prefektur, är en japansk före detta fotbollsspelare och tränare.
Azuma började sin karriär 1986 i Toyota Motors. Han avslutade karriären 1992.
Azuma har efter den aktiva karriären verkat som tränare och har tränat J2 League-klubben, Tokushima Vortis.